# Département Nippes
Nippes ist ein Département auf der Tiburon-Halbinsel in Haiti. Seine Hauptstadt ist Miragoâne. Es liegt überwiegend am Golf von Gonâve auf der Tibouran-Halbinsel (Nordküste). Es umfasst eine Fläche von 1268 km² und hat rund 343.000 Einwohner (Stand 2015).

## Geschichte
Das Département Nippes entstand 2003, als aus den Arrondissements Miragoâne, Anse-à-Veau und Baradères des Département Grand’Anse Nippes als neues Département geschaffen wurde. Damit ist es das jüngste der zehn haitianischen Departements.
Am 14. August 2021 ereignete sich ein schweres Erdbeben mit einer Magnitude von 7,2 MW und einem Epizentrum nahe Petit-Trou-de-Nippes. Durch das Beben starben mindestens 2248 Menschen. Besonders viele Opfer gab es in Petit-Trou-de-Nippes, in Barradères und in L’Asile.